# 奈良県道135号宇太三茶屋線
奈良県道135号宇太三茶屋線（ならけんどう135ごう うだみつちゃやせん）は、奈良県宇陀市から吉野郡吉野町に至る一般県道である。

## 概要
宇陀市菟田野古市場から吉野郡吉野町大字三茶屋に至る。

### 路線データ
- 起点：宇陀市菟田野古市場（国道166号交点）
- 終点：吉野郡吉野町大字三茶屋（三茶屋交差点、国道370号上、奈良県道28号吉野室生寺針線交点）

## 路線状況

### 重複区間
- 奈良県道219号佐倉大宇陀線（宇陀市大宇陀白鳥居 - 宇陀市大宇陀下片岡）
- 国道370号（宇陀市大宇陀牧・吉野郡吉野町大字三茶屋・三茶屋交差点（終点））

## 地理

### 通過する自治体
- 奈良県
  - 宇陀市 - 吉野郡吉野町

### 交差する道路
| 交差する道路                                      | 市町村名 | 市町村名 | 交差する場所 | 交差する場所        |
| ------------------------------------------------- | -------- | -------- | ------------ | ------------------- |
| 国道166号                                         | 宇陀市   | 宇陀市   | 菟田野古市場 | 起点                |
| 奈良県道219号佐倉大宇陀線 重複区間起点            | 宇陀市   | 宇陀市   | 大宇陀白鳥居 |                     |
| 奈良県道219号佐倉大宇陀線 重複区間終点            | 宇陀市   | 宇陀市   | 大宇陀下片岡 |                     |
| 国道370号 重複区間起点                            | 宇陀市   | 宇陀市   | 大宇陀牧     |                     |
| 国道370号 重複区間終点 奈良県道28号吉野室生寺針線 | 吉野郡   | 吉野町   | 大字三茶屋   | 三茶屋交差点 / 終点 |

### 沿線
- 宇陀市立菟田野小学校
- 宇太水分神社